# Vertrag von Versailles (1768)
Der Vertrag von Versailles wurde am 15. Mai 1768 in Versailles zwischen der Republik Genua und Frankreich unterzeichnet. Das Abkommen erwies sich für die spätere politische Entwicklung Korsikas als entscheidend, da Genua kurz darauf die Herrschaft über die Insel vollständig verlieren sollte.

## Umfeld
Korsika wurde seit dem Jahr 1284 von der Republik Genua beherrscht. Jedoch begannen sich im 18. Jahrhundert die Korsen gegen die Genueser zu erheben, um die Unabhängigkeit zu erreichen. Ein deutscher Abenteurer, Theodor von Neuhoff, rief sich darauf zum König von Korsika aus – vertrauend auf Unterstützungsversprechen von den Niederlanden und England (das im Mittelmeer schon Menorca und Gibraltar besaß). So schaltete sich Frankreich auf Bitte Genuas ein.
Die Intervention erfolgte durch den Staatssekretär des Auswärtigen Amtes von Ludwig XV., Étienne-François de Choiseul. Die Lage hatte für Frankreich einen besonderen Stellenwert: Nach der Schlacht bei Roßbach und nach weiteren Misserfolgen im Kolonialbereich hatte der Pariser Frieden 1763 einen großen Prestigeverlust für Frankreich bedeutet, das Neufrankreich und Indien an die Briten hatte abtreten müssen.
Die Aufstände in Korsika veranlassten die französische Regierung in der Person von Choiseul, sich mindestens über die Lage im Mittelmeer Gedanken zu machen, zumal die britische Vorherrschaft immer ausgeprägter wurde und kaum zu bremsen schien. Korsika war strategisch gesehen eine wichtige Region, deren Lage besonders instabil war. Da Genua zu wenig Unterstützung von Truppen aus dem Heiligen Römischen Reich bekommen hatte, hatte sich die alte Republik nicht in der Lage gezeigt, die schwierige Situation auf Korsika zu meistern. Choiseul schien nun der Moment gekommen zu sein, sich einzuschalten, um französische Ansprüche auf die Insel – und somit aufs Mittelmeer – zu behaupten. Ein solches Unternehmen war möglich, ohne in umfangreiche militärische Auseinandersetzungen verwickelt zu werden, die damals seitens Frankreichs kaum tragbar gewesen wären.
Französische Truppen wurden schließlich nach Korsika geschickt, wobei die Finanzierung des Unternehmens von Genua getragen werden sollte. Jedoch setzten die Franzosen ihre Truppen gegen die Aufständischen zurückhaltend ein: Nachdem sie die Kontrolle über die Häfen und die Festungen erreicht hatten, versuchten sie, sich als Vermittler zwischen den Korsen und Genua zu zeigen. So war Genua schon nach einigen Jahren dem französischen König gegenüber heillos verschuldet, ohne dass die alte Republik aus den Abmachungen einen Vorteil gezogen hätte.

## Vertragsschluss
Choiseul zwang die Stadt zu einem Abkommen, wonach Genua theoretisch die Gelegenheit gehabt hätte, seine Schulden zu sanieren, obwohl eine Begleichung als sehr unwahrscheinlich schien. Als Sicherheit für die Schulden, die auf ungefähr zwei Millionen genuesische Lire angestiegen waren, bot die Republik Korsika an.
Der Vertrag war nach außen hin als eine die Rechtslage konservierende Vereinbarung gestaltet. Gegen eine jährliche Rente von 200.000 Livreen überließ die Republik Genua weitgehende Rechte auf Korsika an Frankreich auf eine Dauer von 10 Jahren mit dem Auftrag, die Insel zu verwalten und zu beruhigen.
Trotzdem konnte die Urkunde des kaschierten Verkaufs niemanden täuschen: Das bankrotte Genua würde unfähig sein, an Frankreich die Kosten zurückzuzahlen, die durch die Friedensstiftung der Truppen Ludwigs XV. verursacht würden, wie es in den zwei letzten „getrennten und geheimen“ Artikeln des Vertrages gefordert wurde. Wie Voltaire richtig erkannt hatte, kam der Vertrag einer endgültigen Abtretung gleich. Nicht nur wäre es kaum denkbar gewesen, dass Genua die Schuld hätte begleichen können; selbst dann hätte die italienische Hafenstadt nie über die notwendigen Mittel verfügt, um die aufständische Bevölkerung Korsikas im Griff zu halten.
Frankreich riss sofort die militärische Initiative auf der ganzen Insel an sich und sorgte für Ruhe. Von diesem Moment an (Mai 1769) wurde Korsika bis zur Französischen Revolution als „persönliches Patrimonium“ des Königs von Frankreich betrachtet.